# Сасыккуль
Сасыккуль (Хингкул; тадж. Сасиқкӯл, также Сасык-Кёль) — бессточное озеро с горько-солёной водой в бассейне реки Аличур, расположенное в Мургабском районе Горно-Бадахшанской автономной области Таджикистана на высоте 3820 метров над уровнем моря. В озеро впадает река Чакраборон (Тамды).

## Описание
Берега озера в основном низменные. На восточном берегу образовались небольшие возвышения скопившихся водорослей, наносимых прибоем. За возвышениями, так как почва солоноватая, тянется равнина с редкими солянковыми растениями. Обилие корма в виде небольших ракообразных привлекает главным образом красных уток.

## Химический состав
Сасыккуль является единственным в Таджикистане сильноминерализованным озером с азональным составом воды натриевой формации. Солёность вод озера в различные сезоны года составляет от 70 до 100 г/кг. В таблице гидрохимических фаций известного учёного Г. А. Максимовича химический состав вод озера выглядит следующим образом:
| Формация  | Фация              | Минерализация, мг/л |
| --------- | ------------------ | ------------------- |
| Натриевая | Na+ K+ —SO4²— —CL— | 70000—100000        |